# کول ولی (پنسیلوانیا)
کول ولی (به انگلیسی: Cool Valley) یک منطقهٔ مسکونی در ایالات متحده آمریکا است که در شهرستان واشینگتن، پنسیلوانیا واقع شده‌است. کول ولی ۳۰۹٫۰۷ متر بالاتر از سطح دریا واقع شده‌است.